# Херман Зинсхаймер (награда)
Литературната награда „Херман Зинсхаймер“ (на немски: Hermann-Sinsheimer-Preis) се раздава от 1983 г. в нечетни години от пфалцкия град Франсхайм. В четни години градът присъжда художествена плакета.
Двете отличия са в памет на родения във Фрайнсхайм еврейски писател, театрален критик и журналист Херман Зинсхаймер (1883-1950). По време на националсоциализма той трябва да бяга в Англия; брат му и сестра му стават жертви на холокоста.
Наградата е в размер на 2500 €.

## Носители на наградата
- 1983: Волфганг Шварц
- 1985: Ингеборг Древиц
- 1987: Петер Хертлинг
- 1989: Валтер Йенс
- 1991: Марсел Райх-Раницки
- 1993: Хилде Домин
- 1995: Карола Щерн
- 1997: Зигфрид Ленц
- 1999: Марион Дьонхоф
- 2001: Ралф Джордано
- 2003: Валтер Кемповски
- 2005: Криста Волф
- 2007: Петер Шол-Латур
- 2009: Гюнтер Рюле
- 2011: Иван Нагел
- 2013: Дитер Хилдебрант
- 2015: Рафик Шами
- 2017: Навид Кермани